# Álvaro Cunhal
Álvaro Barreirinhas Cunhal (10. studenog 1913. – 13. lipnja 2005.), portugalski političar i komunistički vođa.
Glavni tajnik Portugalske komunističke partije od 1961. do 1992. godine.
Bio je jedan od najvećih pristaša SSSR-a od svih zapadnjačkih komunističkih vođa.
Podupro je invaziju na Čehoslovačku 1968. godine, a podržavao je i puč u kolovozu 1991. u SSSR-u.

## Životopis
Álvaro Cunhal rodio se u Coimbri, kao sin Avelina i Mercedes.Otac mu je kao odvjetnik radio u mnogim mjestima, na kraju došavši i u Lisabon. Álvaro je također studirao pravo, a kao mladić bio je i u sovjetskoj Rusiji. Centralnom komitetu PKP-e priključio se u 22. godini.Iduće godine prvi put je uhićen i bačen u zatvor. U zatvoru nije gubio vrijeme, već je napisao diplomski rad na temu pobačaja i dobio diplomu iz prava, Među članovima komisije za obranu rada bio je i budući "premijer" Marcello Caetano. Od 1941. do 1949. bio je u podzemlju i postao je de facto vođa partije. Prije zatvora 1949. godine, kratko je predavao na raznim ustanovama. Jedan od učenika bio je i Mario Soares, socijalistički vođa, budući predsjednik Portugala i Cunhalov veliki politički protivnik.
Od 1949. do 1960. bio je u zatvoru, odakle je pobjegao. Iduće, 1961. godine postao je treći glavni tajnik Partije jer je njegov prethodnik umro u logoru za političke zatvorenike na Zelenortskim otocima. Od 1961. do 1974. kada je izbila Revolucija karanfila Cunhal je živio u Moskvi kao egzilant. Nakon povratka u domovinu, bio je ministar u nekoliko privremenih post-revolucionarnih vlada. Postojale su i optužbe da Partija preko vojske želi doći na vlast. Budući da mu je Soares bio protivnik, nije stvorena ujedinjena ljevica. Álvaro je dao ostavku 1992. godine. Priznao je da je kao Manuel Thiago napisao nekoliko romana. Umro je u 92. godini, a na njegovom pokopu pojavilo se 250.000 ljudi. Bio je ateist.